# Nuria Rábano
Nuria Rábano Blanco (* 15. Juni 1999 in Santiago de Compostela) ist eine spanische Fußballspielerin auf der Position der Außenverteidigerin. Seit Januar 2025 steht sie beim Utah Royals FC unter Vertrag.

## Vereinsmannschaftskarriere
Rábano begann mit dem Fußballspielen bei Atlético Arousana. 2016 schloss sie sich der Damenmannschaft von Deportivo La Coruña an, für die sie mindestens 20 Ligaspiele bestritt. Anschließend schloss sie sich Real Sociedad San Sebastián an, für die sie 27 Ligaspiele bestritt.
Am 17. Juni 2022 unterschrieb sie einen zwei Jahresvertrag beim FC Barcelona. Trotz wenigen Einsätzen rückte sie im Oktober 2022 Dank starker Leistungen in den Kader der A-Nationalmannschaft. Aufgrund von lediglich neun Ligaspielen, löste sie ihren Vertrag mit dem FC Barcelona am 4. Juli 2023 auf. Mit den Katalanen holte sie sich die Meisterschaft, den Supercup und gewann die UEFA Champions League.
Zur Saison 2023/24 schloss sie sich dem Bundesligisten VfL Wolfsburg an. Nach schwachen Leistungen scheiterte man bereits in der Qualifikation zur UEFA Champions League. Im Januar 2025 wurde ihr Wechsel zum Utah Royals FC verkündet.

## Nationalmannschaftskarriere
Seit 2015 durchlief Rábano die Juniorinnennationalmannschaften Spaniens. Am 7. Oktober 2022 gab sie ihr A-Länderspiel-Debüt beim 1:1-Unentschieden gegen die Gastmannschaft aus Schweden. Für die WM 2023 schaffte sie es nicht ins Aufgebot der Spanierinnen.

## Erfolge
FC Barcelona
- UEFA Women’s Champions League: 2023
- Primera División: Meisterschaft 2023
- Supercopa de España: Sieger 2023

VfL Wolfsburg
- DFB-Pokal-Sieger: 2024